# Catephia varia
Catephia varia là một loài bướm đêm trong họ Erebidae.